# Jisung (cantante)
Park Ji-sung (hangul: 박지성; Seúl, 5 de febrero de 2002), más conocido como Jisung, es un cantante y bailarín surcoreano. Popularmente conocido por ser integrante de NCT, dentro de la subunidad NCT Dream.

## Carrera

### 2013-presente: Inicio de carrera y debut
Comenzó su carrera como actor infantil, protagonizando varios comerciales. En mayo de 2013 apareció en el programa Music Gangnam Feel Dance de MBC. Protagonizó la película Go, Stop, Murder como Jeong-won, estrenada el 21 de julio de 2013. Jisung fue presentado como parte de SM Rookies en diciembre de 2013. De agosto a octubre de 2014, apareció en el programa EXO 90:2014. En julio de 2015, fue seleccionado para el elenco de Mickey Mouse Club de Disney Channel Korea. También en julio, apareció en el vídeo musical «Champagne» de Yunho.
En abril de 2016, apareció en el reality show, NCT Life in Bangkok. Debutó como miembro de NCT, integrando la subunidad NCT Dream, el 24 de agosto de 2016, con el lanzamiento del sencillo «Chewing Gum». Apareció en el videoclip de «Switch» de NCT 127, lanzado en diciembre de 2016. En abril de 2018, Jisung se unió al elenco del programa Why Not? The Dancer. En agosto del mismo año, se reveló que el cantante se había unido al elenco del programa Dancing High de KBS. Su primera actuación conmocionó a todos con sus habilidades de baile, ganando elogios de los entrenadores, quienes declararon: «La actuación de Jisung excede el prejuicio de ser un idol. Por favor, esperen las actuaciones de Jisung y otros bailarines». El 13 de noviembre, lanzó la canción «Best Day Ever», en colaboración con Haechan y Chenle, para la banda sonora de la serie animada Trolls: The Beat Goes On de Netflix.

## Discografía
| «Best Day Ever» (con Haechan y Chenle)                                            | 2018 | — | — | N/A | Sin álbum |
| «–» indica que el lanzamiento no fue lanzado o no se posicionó en ese territorio. |      |   |   |     |           |

### Composiciones
| Canción                            | Año  | Álbum     | Artista(s) | Letra   | Letra                                        | Música  | Música |
| Canción                            | Año  | Álbum     | Artista(s) | Crédito | Con                                          | Crédito | Con    |
| ---------------------------------- | ---- | --------- | ---------- | ------- | -------------------------------------------- | ------- | ------ |
| «Dear Dream»                       | 2018 | We Go Up  | NCT Dream  | Sí      | Song Carat (Jam Factory), Jaemin, Jeno, Mark | No      | N/A    |
| «Bye My First…» (사랑이 좀 어려워) | 2019 | We Boom   | NCT Dream  | Sí      | Ryu Da-som, Kim Eun-joo, Jeno, Jaemin        | No      | N/A    |
| «Best Friend»                      | 2019 | We Boom   | NCT Dream  | Sí      | Le`mon, Jeno, Jaemin                         | No      | N/A    |
| «Rainbow»                          | 2021 | Hot Sauce | NCT Dream  | Sí      | Jo Yoon-kyung, Mark, Jeno, Jaemin            | No      | N/A    |

## Filmografía

### Películas
| Año  | Título           | Papel     | Notas |
| ---- | ---------------- | --------- | ----- |
| 2013 | No Cave          | Ji-seong  |       |
| 2013 | Go, Stop, Murder | Jeong-won |       |

### Programas de televisión
| Año  | Título              | Canal                | Notas                                |
| ---- | ------------------- | -------------------- | ------------------------------------ |
| 2013 | Gangnam Feel Dance  | MBC Music            | Aparición en el episodio 16          |
| 2014 | EXO 90:2014         | Mnet                 | Recurrente                           |
| 2015 | Mickey Mouse Club   | Disney Channel Korea | Regular                              |
| 2016 | NCT Life in Bangkok | V Live               | Aparición antes de realizar su debut |
| 2018 | Why Not? The Dancer | JTBC                 | Regular                              |
| 2018 | Dancing High        | KBS2                 | Regular                              |